# 張彬 (貢士)
張彬（？—？），武強人，清朝政治人物。歲貢出身。
雍正八年，接替魯弘瑜。擔任江蘇荆溪縣知縣。后由袁安接任。